# Лондонски мост
Лондонският мост (на английски: London Bridge) е бетонен мост, който свързва Сити и Съдък през река Темза в централната част на Лондон, Великобритания.
Съвременният мост е открит на 17 март 1973 година от кралица Елизабет II, но на това място и преди е имало мостове, още от времето на Римската империя. До 1729 година това е единственият мост през Темза в района на Лондон. Строежът на настоящата конструкция продължава от 1967 до 1972 г. и струва £4 милиона (£42.1 милиона в 2012 г.).
Дълъг е 283 m и широк 32 m. Висок е 8.9 m в местата, където преминават плавателни съдове.